# Mălina Călugăreanu
Mălina Călugăreanu (n. 15 septembrie 1996, București, România) este o scrimeră română specializată pe floretă. 

## Carieră
S-a apucat de scrimă la vârsta de 12 ani la CSA Steaua, sub conducerea antrenorilor Petre Ducu si Florin Gheorghe.  A câștigat prima sa etapă de Cupa Mondială pentru juniori la Timișoara în anul 2014, încheind sezonul 2014–2015 pe locul unu în clasamentul mondial de juniori.
A început să participe la competiții de seniori în sezonul sezonul 2011-2012 și s-a alăturat lotului național de seniori la Campionatul European din 2013 de la Zagreb. În anul 2014 s-a obținut medalia de argint la Campionatul Național de seniori, după ce a fost învinsă de colega sa de club Maria Boldor, și a cucerit aurul pe echipe. Rezultatul a fost același în 2015.
În sezonul 2015-2016 a fost laureată cu argint la Turneul satelit de la Ankara. În luna aprilie s-a calificat la Jocurile Olimpice de vară din 2016 prin turneul preolimpic de la Praga. În primul tur a întâlnit-o pe brazilianca Ana Beatriz Bulcão. După ce a condus 12-9, a primit șase tușe la rând, pierzând meciul.

## Palmares
Clasamentul la Cupa Mondială
| An  | 2010 | 2011 | 2012 | 2013 | 2014 | 2015 | 2016 |
| --- | ---- | ---- | ---- | ---- | ---- | ---- | ---- |
| Loc | 386  | _    | 300  | 240  | 225  | 268  | 91   |